# La captura de Cristo
[[Categoría:Cuadros de {{{3}}}]]
  
La captura de Cristo, El prendimiento de Cristo o El beso de Judas   es una pintura realizada aproximadamente en 1602 por el artista barroco italiano Michelangelo Merisi da Caravaggio. La obra se encuentra en la Galería Nacional de Irlanda, en Dublín.

## Descripción
En la pintura pueden observarse siete figuras; estas son, de izquierda a derecha: san juanl, Jesús, Judas Iscariote, tres soldados, y un hombre. Todos los personajes se hallan de pie, y únicamente se muestran las tres cuartas partes superiores de sus cuerpos. Las figuras están dispuestas ante un fondo muy oscuro, en el que el entorno está oculto. La principal fuente de iluminación no es evidente, pero se encuentra en el sector superior izquierdo. El hombre a la derecha sostiene una linterna. En el extremo izquierdo hay un hombre que está huyendo; sus brazos están alzados, su boca abierta y gritando, su manto está volando detrás de él y es sujetado por un soldado. Este hombre ha sido identificado como San Juan.
Algunos historiadores del arte creen que el hombre que sostiene la linterna es un autorretrato de Caravaggio mismo.

## Pérdida y redescubrimiento

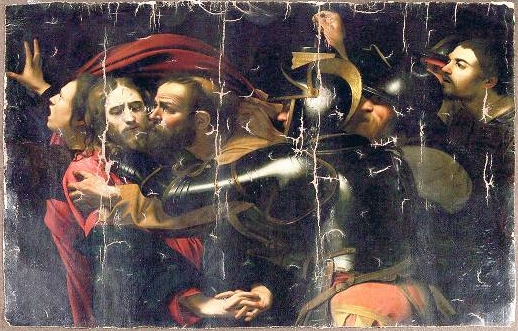
Caravaggio - La toma de Cristo.

Para fines del siglo XVIII se creyó que la pintura había desaparecido y su paradero permaneció sin conocerse durante cerca de 200 años. En 1990, la obra de Caravaggio fue reconocida en la residencia de la Compañía de Jesús (los jesuitas) en Dublín, Irlanda. El emocionante descubrimiento fue publicado en 1993.
El cuadro había estado colgado en el salón comedor de los jesuitas en Dublín desde comienzos de los años 1930 pero la habían considerado una copia del original extraviado creada por Gerard van Honthorst (también conocido como Gherardo della Notte), uno de los seguidores holandeses de Caravaggio. Esta determinación errónea había sido efectuada cuando la pintura estaba en posesión de la familia romana Mattei, cuyos ancestros fueron quienes encargaron la realización de la misma. En 1802, los Mattei la vendieron como obra de Honthorst a William Hamilton Nisbet, y estuvo colgada en su casa de Escocia hasta 1921. Después, en esa misma década, el cuadro fue vendido a una pediatra irlandesa que eventualmente la donó a los jesuitas en Dublín, en gratitud por su apoyo tras la muerte de su esposo.
La captura de Cristo permaneció en poder de los jesuitas de Dublín durante unos 60 años, hasta que fue observada y reconocida a comienzos de los años 1990 por Sergio Benedetti, conservador de la Galería Nacional de Irlanda, mientras visitaba a los jesuitas para examinar otras pinturas que debían ser restauradas. Al retirar capa tras capa de suciedad y barniz descolorido, quedó revelada la gran calidad técnica de la pintura, que fue identificada, tentativamente, como la obra desaparecida de Caravaggio.
El cuadro se halla en préstamo a largo plazo en la Galería Nacional de Irlanda y también fue exhibida durante la muestra Rembrandt-Caravaggio realizada en 2006 en el Museo van Gogh de Ámsterdam.
Gran parte del crédito de verificar la autenticidad de la pintura pertenece a Francesca Cappelletti y Laura Testa, dos estudiantes graduadas de la Universidad de Roma. Durante un largo proceso de investigación, ambas encontraron la primera mención de que se tiene registro de La captura de Cristo, en un libro contable antiguo y deteriorado donde se indica el encargo y los pagos a Caravaggio. El libro fue hallado en el archivo de la familia Mattei, que se conserva en el sótano de un palazzo situado en la pequeña ciudad de Recanati.